# 西萊斯里普站
西萊斯里普站（英語：West Ruislip station）是一個過去位於米德塞克斯，現時位於大倫敦希靈登區伊肯納姆和萊斯里普伊肯納姆路的鐵路車站，同時有倫敦地鐵和英國全國鐵路的列車在不同的月台停靠。此站是倫敦地鐵中央線西萊斯里普支線的西端總站，往中央倫敦的下一站是萊斯里普花園。中央線和奇爾特恩鐵路的月台和票務廳都由倫敦地鐵管轄。最接近的大都會線和皮卡迪利線車站是伊肯納姆，距此站1.1公里。

## 歷史
車站於1906年4月2日作為「萊斯里普及伊肯納姆」（Ruislip & Ickenham）由大西方及大中央聯合鐵路啟用。該鐵路途經高威科姆連接倫敦和英格蘭中部地區，同時提供了一條除大中央鐵路以外通過艾爾斯伯里、哈羅和溫布利的額外路線。大中央鐵路與大都會鐵路共用軌道。
在第二次世界大戰以前已經有若干延長中央線的計劃。倫敦乘客交通局在1935－1940年新工程計劃包括沿大西方鐵路延長中央線，由北阿克頓到南萊斯里普，同時延長大西方及大中央聯合鐵路的路軌遠達德納姆，但戰後引入的倫敦綠帶圈概念導致縮回至西萊斯里普。如果中央線如計劃延長，下一站將會是哈雷菲爾德路。此段的準備工作在戰後已經開始，一段延線的道床已經開工，並可在陸橋的西面看見，越過中央線的止衝擋並沿英國全國鐵路線的軌道行走。
額外的軌道由大西方鐵路以伦敦客运委员会的名義興建，而在1947年6月30日西延線的首段通車，由北阿克頓至格林福德。同日站名改為「（伊肯納姆的）西萊斯里普」（West Ruislip (for Ickenham)）。而中央線的列車則在1948年11月21日起開始營運。
車站大樓由英國鐵路為倫敦地鐵興建，但直至1960年代才完工。差不多時間，「for Ickenham」的名稱省略掉。然而部分中央線車站較舊的標誌仍然在月台上顯示較長的舊名。
車站在1974年3月24日由英國鐵路西部地區轉交英國鐵路倫敦米德蘭地區。
希靈登區在2011年6月宣佈它將遊說倫敦交通局延長中央線至阿克斯橋站。然而如此計劃將需要倫敦交通部的商業審批和大都會線的信號系統升級工程完工。

## 服務
週一至週五離峰時段服務頻率如下：
- 每小時1班列車前往倫敦馬里波恩
- 每小時1班列車前往格拉茨十字（英语：Gerrards Cross station）

過去每個平日都有一班議會列車由倫敦帕丁頓開往西萊斯里普。現時列車以高威科姆為總站，通過西萊斯里普而不停靠。

## 現時車站
西萊斯里普站大致是東西走向，主要車站大樓位於車站西端跨過鐵路線的陸橋上。車站設有4個月台，倫敦地鐵和英國全國鐵路服務各兩個。倫敦地鐵的軌道位於全國鐵路軌道的南面，而且是島式月台，而全國鐵路的月台位於倫敦地鐵的兩側。全國鐵路月台同時還有一個在軌道北面的獨立車站大樓，與停車場相鄰。原初計劃將延長至德納姆，中央軌道在車站後方繼續延長一段距離。未興建軌道的預計走向可在現有軌道南方、未使用的鐵路土地上看見。
中央線的萊斯里普車廠位於西萊斯里普站東面，並在車站西面設有途經分岔軌道前往全國鐵路西行軌道，以便列車和物資的運送。車廠同時又設有往大都會線和皮卡迪利線阿克斯橋支線的軌道，兩線都在西萊斯里普以東下穿中央線，但該軌道只用作移動空車和工程車。車站以西、路線以北的兩條側線亦有方便工程車短暫停留的設施。
車站的主入口設有閘機，並容許由公路途經停車場和行人路進入車站前往中央線月台。奇爾特恩鐵路的月台可以在停車場直接進入，沒有安裝閘機。

## 接駁交通
倫敦巴士U1、U10路服務此站。

## 車站周邊
- 萊斯里普
- 伊肯納姆

車站旁邊直至2006年為止都是西萊斯里普空軍基地，同時有美國海軍設施和一間英國國防部租用的小學。現址正在進行商業發展。

## 延伸閱讀
- Hendry, R. Preston; Hendry, R. Powell. . Oxford Publishing Company. 1992: 22–23. ISBN 9780860934424. OCLC 877729237.

## 外部連結
- 列车时刻表及车站信息：西萊斯里普站，来自英国铁路官方网站